# Vjačeslav Bucajev
Vjačeslav Gennaďjevič Bucajev (Вячеслав Геннадьевич Буцаев, * 13. června 1970 Toljatti) je bývalý ruský hokejista, po skončení kariéry působí jako trenér. Je držitelem titulu zasloužilý mistr sportu SSSR.

## Hráčská kariéra
Hrál za klub CSKA Moskva, v roce 1992 odešel do National Hockey League, kde odehrál za různé kluby celkem 132 zápasů. V roce 1997 vyhrál švédský titul s Färjestads BK, v letech 2002 a 2003 se stal mistrem Ruska s Lokomotivem Jaroslavl. Byl členem týmu Společenství nezávislých států, který vyhrál olympiádu 1992 v Albertville. Startoval na šesti světových šampionátech, má zlatou medaili z MS 1993. Jako trenér vedl CSKA Moskva a HK Soči.

## Rodina
Také jeho mladší bratr Jurij Bucajev hrál hokej na ligové i reprezentační úrovni.

## Ocenění a úspěchy
- 1997 SEL - Nejtrestanější hráč
- 1998 IHL - Druhý All-Star Tým

## Prvenství
- Debut v NHL - 6. října 1992 (Pittsburgh Penguins proti Philadelphia Flyers)
- První asistence v NHL - 9. října 1992 (Philadelphia Flyers proti New Jersey Devils)
- První gól v NHL - 27. února 1993 (Philadelphia Flyers proti New York Islanders, kanadskému brankáři Mark Fitzpatrick)
- První hattrick v NHL - 2. prosince 1993 (Vancouver Canucks proti Philadelphia Flyers)

## Klubové statistiky
| Sezóna       | Klub                  | Soutěž       |     | Základní část | Základní část | Základní část | Základní část | Základní část |   | Play off | Play off | Play off | Play off | Play off |
| Sezóna       | Klub                  | Soutěž       | Z   | G             | A             | B             | TM            | Z             | G | A        | B        | TM       |          |          |
| 1986–87      | Torpedo Toljatti      | 2.SLLH       | 1   | 0             | 0             | 0             | 0             | —             | — | —        | —        | —        |          |          |
| 1987–88      | Torpedo Toljatti      | 2.SLLH       | 37  | 8             | 4             | 12            | 14            | —             | — | —        | —        | —        |          |          |
| 1988–89      | Torpedo Toljatti      | 2.SLLH       | 60  | 14            | 7             | 21            | 32            | —             | — | —        | —        | —        |          |          |
| 1989–90      | CSKA Moskva           | SLLH         | 48  | 14            | 4             | 18            | 30            | —             | — | —        | —        | —        |          |          |
| 1990–91      | CSKA Moskva           | SLLH         | 46  | 14            | 9             | 23            | 32            | —             | — | —        | —        | —        |          |          |
| 1991–92      | CSKA Moskva           | SLLH         | 28  | 12            | 9             | 21            | 18            | 8             | 0 | 4        | 4        | 8        |          |          |
| 1992–93      | CSKA Moskva           | MHL          | 5   | 3             | 4             | 7             | 6             | —             | — | —        | —        | —        |          |          |
| 1992–93      | Philadelphia Flyers   | NHL          | 52  | 2             | 14            | 16            | 61            | —             | — | —        | —        | —        |          |          |
| 1992–93      | Hershey Bears         | AHL          | 24  | 8             | 10            | 18            | 51            | —             | — | —        | —        | —        |          |          |
| 1993–94      | Philadelphia Flyers   | NHL          | 47  | 12            | 9             | 21            | 58            | —             | — | —        | —        | —        |          |          |
| 1993–94      | San Jose Sharks       | NHL          | 12  | 0             | 2             | 2             | 10            | —             | — | —        | —        | —        |          |          |
| 1994–95      | HK Lada Toljatti      | MHL          | 9   | 2             | 6             | 8             | 6             | —             | — | —        | —        | —        |          |          |
| 1994–95      | San Jose Sharks       | NHL          | 6   | 2             | 0             | 2             | 0             | —             | — | —        | —        | —        |          |          |
| 1994–95      | Kansas City Blades    | IHL          | 13  | 3             | 4             | 7             | 12            | 3             | 0 | 0        | 0        | 2        |          |          |
| 1995–96      | Anaheim Ducks         | NHL          | 7   | 1             | 0             | 1             | 0             | —             | — | —        | —        | —        |          |          |
| 1995–96      | Baltimore Bandits     | AHL          | 62  | 23            | 42            | 65            | 80            | 12            | 4 | 8        | 12       | 28       |          |          |
| 1996–97      | Södertälje SK         | SEL          | 16  | 2             | 4             | 6             | 61            | —             | — | —        | —        | —        |          |          |
| 1996–97      | Färjestads BK         | SEL          | 24  | 4             | 3             | 7             | 47            | 8             | 3 | 4        | 7        | 41       |          |          |
| 1997–98      | Fort Wayne Komets     | IHL          | 76  | 36            | 51            | 87            | 128           | 4             | 2 | 2        | 4        | 4        |          |          |
| 1998–99      | Fort Wayne Komets     | IHL          | 71  | 28            | 44            | 72            | 123           | 2             | 1 | 0        | 1        | 4        |          |          |
| 1998–99      | Florida Panthers      | NHL          | 1   | 0             | 0             | 0             | 2             | —             | — | —        | —        | —        |          |          |
| 1998–99      | Ottawa Senators       | NHL          | 2   | 0             | 1             | 1             | 2             | —             | — | —        | —        | —        |          |          |
| 1999–00      | Tampa Bay Lightning   | NHL          | 2   | 0             | 0             | 0             | 0             | —             | — | —        | —        | —        |          |          |
| 1999–00      | Ottawa Senators       | NHL          | 3   | 0             | 0             | 0             | 0             | —             | — | —        | —        | —        |          |          |
| 1999–00      | Grand Rapids Griffins | IHL          | 68  | 28            | 35            | 63            | 85            | 17            | 4 | 12       | 16       | 24       |          |          |
| 2000–01      | Grand Rapids Griffins | IHL          | 75  | 33            | 35            | 68            | 65            | 10            | 1 | 5        | 6        | 18       |          |          |
| 2001–02      | Lokomotiv Jaroslavl   | RSL          | 29  | 8             | 16            | 24            | 28            | 9             | 3 | 1        | 4        | 4        |          |          |
| 2002–03      | Lokomotiv Jaroslavl   | RSL          | 45  | 13            | 15            | 28            | 38            | 9             | 3 | 6        | 9        | 10       |          |          |
| 2003–04      | Lokomotiv Jaroslavl   | RSL          | 54  | 9             | 6             | 15            | 56            | 3             | 1 | 0        | 1        | 2        |          |          |
| 2004–05      | Severstal Čerepovec   | RSL          | 31  | 3             | 6             | 9             | 22            | —             | — | —        | —        | —        |          |          |
| 2004–05      | CSKA Moskva           | RSL          | 24  | 4             | 7             | 11            | 10            | —             | — | —        | —        | —        |          |          |
| 2005–06      | HK MVD Tver           | RSL          | 49  | 12            | 14            | 26            | 68            | —             | — | —        | —        | —        |          |          |
| 2006–07      | HC Dmitrov            | VHL          | 19  | 3             | 7             | 10            | 26            | —             | — | —        | —        | —        |          |          |
| Celkem v NHL | Celkem v NHL          | Celkem v NHL | 132 | 17            | 26            | 43            | 133           | —             | — | —        | —        | —        |          |          |

## Reprezentace
| Rok     | Tým     | Soutěž  | Z  | G | A  | B  | TM |
| ------- | ------- | ------- | -- | - | -- | -- | -- |
| 1990    | SSSR 20 | MSJ     | 7  | 3 | 4  | 7  | 14 |
| 1991    | SSSR    | MS      | 10 | 4 | 1  | 5  | 10 |
| 1992    | SNS     | ZOH     | 8  | 1 | 1  | 2  | 4  |
| 1992    | Rusko   | MS      | 6  | 0 | 1  | 1  | 10 |
| 1993    | Rusko   | MS      | 8  | 1 | 2  | 3  | 8  |
| 1997    | Rusko   | MS      | 9  | 2 | 2  | 4  | 8  |
| 2002    | Rusko   | MS      | 9  | 1 | 2  | 3  | 6  |
| 2004    | Rusko   | MS      | 5  | 0 | 1  | 1  | 4  |
| Celkově | Celkově | Celkově | 55 | 9 | 10 | 19 | 50 |